# Скарлино Скало
Скарлино Скало (итал. Scarlino Scalo) је насеље у Италији у округу Гросето, региону Тоскана.
Према процени из 2011. у насељу је живело 1582 становника. Насеље се налази на надморској висини од 11 м.